# Allocinopus sculpticollis
Allocinopus sculpticollis – gatunek chrząszcza z rodziny biegaczowatych i podrodziny Harpalinae.

## Taksonomia
Gatunek opisany został w 1903 roku przez Thomasa Brouna.

## Opis
Ciało długości od 9 do 11 mm, umiarkowanie wypukłe, czarniawe z czułkami, głaszczkami i odnóżami brązowawo-czerwonymi, żuwaczkami ciemnoczerwonymi i 1-2 czerwonymi kropkami na głowie, ogólnie gładkie i bezwłose. Mikrorzeźba silna: u populacji z Wyspy Północnej poprzeczna, a u tej z Wyspy Południowej izodiametryczna. Połysk ciała umiarkowany, niemetaliczny. Głowa na wysokości oczu szerokości wierzchołka przedplecza, z przodu płaska, a z tyłu nieco wypukła. Przedplecze sercowate, najszersze przed środkiem, o bokach silnie zbiegających się ku prostej, nieco węższej od pokryw nasadzie. Wierzchołek przedplecza wklęśnięty, a boczne zagłębienia rozszerzone ku tyłowi. Przednie kąty ostro ścięte, a tylne prawie wielokątne. Dołki przypodstawowe płytkie. Przednio-boczne uszczecinione punkty stykające się z obrzeżeniem bocznym. Punktowanie przedplecza silnie rozwinięte. Episternity zatułowia dłuższe niż szerokie. Pokrywy najszersze około połowy długości, o ramionach kanciastych, przedwierzchołkowym zafalowaniu słabym, rządkach przytarczkowych obecnych, a międzyrzędzie 3 pozbawionym uszczecinionych punktów za połową długości. Edeagus w widoku bocznym słabo łukowaty, o wierzchołku wąsko-spiczastym, a w widoku grzbietowym symetryczny, o prostym wierzchołku z dyskiem wierzchołkowym zaokrąglenie trójkątnym.

## Biologia i ekologia
Gatunek zamieszkuje góry i niziny. Występuje w wilgotnych lasach, lasach bagiennych i w zaroślach wzdłuż strumieni. Żyje w ściółce. Prowadzi nocny tryb życia. Za dnia kryje się pod kamienia i kłodami. Aktywny od października do kwietnia.

## Występowanie
Gatunek ten jest endemiczny dla Nowej Zelandii.